# جوناثان كيت
جوناثان كيت (بالإنجليزية: Jonathan Kite)‏ هو ممثل أمريكي كوميدي ، وهو حاليا يؤدي دور (أولغ) في المسلسل الكوميدي 2 Broke Girls.

## في وقت مبكر من الحياة
ترعرع جاناثان في سكوكي، إلينوي. لديه شهادة من جامعة إلينوي في إربانا-شامبين في المسرح.

## روابط خارجية
- جوناثان كيت على موقع IMDb (الإنجليزية)
- جوناثان كيت على موقع ألو سيني (الفرنسية)
- جوناثان كيت على موقع قاعدة بيانات الفيلم (الإنجليزية)
- جوناثان كيت على موقع كينوبويسك (الروسية)
- Jonathan Kite on تويتر